# 3773 Smithsonian
A 3773 Smithsonian (ideiglenes jelöléssel 1984 YY) a Naprendszer kisbolygóövében található aszteroida. Oak Ridge Observatory fedezte fel 1984. december 23-án.